# 向日葵の丘・1983年夏
『向日葵の丘 1983年夏』（ひまわりのおか 1983ねんなつ）は、2015年8月22日に公開された日本映画。

## 概要
監督・脚本は太田隆文。主演の多香子役は常盤貴子。主人公の高校時代の友達役を田中美里と藤田朋子が演じる。他の出演は別所哲也、津川雅彦など。1983年（昭和58年）という回想シーンでの設定を再現するために、撮影は昭和の頃の風景を残すとされる静岡県島田市で行われた。今ほど物が豊かでなかった時代を振り返ることで、親子の絆や友情の大切さを描くとともに、日本版『ニュー・シネマ・パラダイス』をうたっている。

## あらすじ
バブル景気前の1983年、主人公の多香子は、高校の女友達と3人で映画館に通い詰めながら、自分たちでも8ミリ映画を撮るなどして楽しんでいた。ところが、高校の卒業前になって不運な出来事があり、そのせいで3人は離れ離れになってしまう。それから30年後、多香子はかつての友達が余命を宣告されていることを知る。故郷での3人の再会を通して、多香子は30年前を回想する旅に出る。

## キャスト
- 多香子：常盤貴子 / 芳根京子（高校時代）
- みどり：田中美里 / 藤井武美（高校時代）
- エリカ：藤田朋子 / 百川晴香（高校時代）
- 多香子の父親：並樹史朗
- 多香子の母親：烏丸せつこ
- 将太：別所哲也
- 梶原支配人：津川雅彦
- 仲代奈緒
- 斉藤とも子
- 岡本ぷく
- 北原雅樹
- 小池亮介
- 高嶺正隆
- まねだ聖子（声の出演）
- 岡本洋一
- 牧口元美
- 奈佐健臣
- 飯島大介
- 泊帝
- 栩野幸知
- 橋本わかな
- 瀧井うた

## スタッフ
- 監督・脚本・プロデューサー：太田隆文
- 音楽：遠藤浩二
- 製作・配給：IPSエンタテインメント
- 配給協力：渋谷プロダクション
- 制作：青空映画舎